# José Luis Abós
José Luis Abós (Zaragoza, 21 de abril de 1961-Zaragoza, 20 de octubre de 2014) fue un entrenador español de baloncesto. Entrenó al CAI Zaragoza en la liga ACB. Es junto a Porfirio Fisac el entrenador que mejor índice de victorias ha logrado con equipo rojillo. El 4 de agosto de 2014, tras cinco años en Zaragoza, tuvo que dejar el equipo por un cáncer de estómago. Finalmente falleció el 20 de octubre de 2014 a la edad de 53 años.

## Trayectoria
Abós entrenó en las categorías inferiores del  CN Helios y del CB Zaragoza junto con Quino Salvo. Tras llegar a ser entrenador ayudante de Alfred Julbe y de  Mario Pesquera en el  CB Zaragoza y entrenar al Club Baloncesto Breogán, tuvo un breve paso por la NCAA en el Wake Forest Demon Deacons.
En el año 2000 fichó por el Drac Inca, equipo al que llevó a disputar los playoffs de ascenso a la Liga ACB. Tras entrenar al  CB Girona, en 2005 regresó al  Drac Inca. En esta segunda etapa los llevó a disputar nuevamente el playoff de ascenso.
En junio del 2009 fichó por el CAI Zaragoza de la Liga LEB Oro. En su primera temporada como entrenador en el equipo de su ciudad logró el ascenso a la Liga ACB. Tras un par de temporadas sin pasar apuros, logró en la temporada 2012-13 clasificar al equipo a los playoffs por el título.  Eliminó al Valencia Basket, en una épica remontada con tres prórrogas, pasando a semifinales de la competición. Tras ser eliminados en semifinales, el equipo acabó tercero en la ACB, logrando  clasificarse por primera vez en la historia del club para disputar la Eurocup. En la temporada 2013-14 logró volver a clasificar a los playoffs por el título. Acabaron cayendo eliminados en cuartos de final contra el  Real Madrid Baloncesto, pero logrando volver a clasificar a la Eurocup.

## Fallecimiento
El 4 de agosto de 2014 anunció en un comunicado que dejaba el CAI Zaragoza, debido a un cáncer de estómago. El 20 de octubre de 2014 falleció debido a esta enfermedad.

## Clubs
- 1980-81: CN Helios (Técnico en Categorías inferiores junto con Quino Salvo)
- 1981-92: CB Zaragoza (Técnico en Categorías inferiores junto con Quino Salvo)
- 1992-93: (ACB) Natwest Zaragoza (Ayudante de Mario Pesquera)
- 1993-94: (1.ª División) Caja Badajoz
- 1994-95: (ACB) Amway Zaragoza (Ayudante de Alfred Julbe)
- 1995-96: (LEB) Club Patronato Bilbao
- 1996-97: Selección Española Sub-22 (Ayudante de Gustavo Aranzana)
- 1997-98: (LEB) Club Baloncesto Breogán
- 1999-00: (NCAA) Wake Forest Demon Deacons  (Ayudante de Dave Odom)
- 2000-01: (LEB) Drac Inca
- 2002-05: (ACB) CB Girona (Ayudante de Juan Llaneza y Edu Torres)
- 2005-08: (LEB) Drac Inca
- 2009-14: (ACB) Basket Zaragoza 2002

## Palmarés
- Medalla de plata en el Europeo Sub-21 de Estambul como ayudante de Gustavo Aranzana.
- Campeón de la Liga Leb Oro 2009-10 con el Basket Zaragoza 2002.
- Campeón de España Junior en las temporadas 1984 y 1985 con el Club Baloncesto Zaragoza.
- Campeón de España infantil con la selección de Aragón en la temporada 91/92.